# Ever Last
EVER LAST é um single de Hironobu Kageyama lançado pela b-green em 10 de fevereiro de 2010 que possui quatro faixas.

## Produção
As composições das duas faixas ficaram a cargo de Noriyasu Agematsu e Junpei Fujita. Os dois fazem parte do Elements Garden, que é um grupo de compositores para músicas de animes, jogos eletrônicos e obras de tokusatsu, tendo trabalhado em franquias como Di Gi Charat, Galaxy Angel e Final Fantasy.  Eles assinam a produção do single em nome do grupo.

## Legado
A faixa-título foi composta para ser o tema principal do jogo Last Rebellion, já o lado b foi a música do penúltimo chefe do mesmo jogo.

## Recepção
O single chegou à 195ª posição no Oricon Singles Chart.
Ao analisar a faixa-título, Neal Chandran, do RPGFan, disse "a canção começa com uma lenta melodia de violino que encaixaria em um filme como O Clã das Adagas Voadoras, mas quando a bateria e as guitarras entram, assume uma qualidade cinemática." Ele segue elogiando elementos da composição de Fujita e Agematsu que já ouviu em obras como Wild Arms FX. Sobre "Sen Kizuna", disse que é o tipo de pop rock que espera ouvir em ouvir em jogos japoneses, e diz que ela é melhor do que a música do chefe final do jogo para o qual ela foi composta. Ele completa dizendo que "mesmo que a maioria dos jogadores ache Last Rebellion um jogo terrível, estas músicas são muito boas, e facilmente configuram entre as melhores melodias do jogo".

## Faixas
| N.º            | Título                   | Letras         | Música            | Arranjo        | Duração |  |
| 1.             | "EVER LAST"              | Bee'           | Noriyasu Agematsu | N. Agematsu    | 3:26    |  |
| 2.             | "Sen Kizuna"             | Bee'           | Junpei Fujita     | J. Fujita      | 3:54    |  |
| 3.             | "EVER LAST (off vocal)"  | instrumental   | N. Agematsu       | N. Agematsu    | 3:25    |  |
| 4.             | "Sen Kizuna (off vocal)" | instrumental   | J. Fujita         | J. Fujita      | 3:52    |  |
| Duração total: | Duração total:           | Duração total: | Duração total:    | Duração total: | 14:37   |  |